# Lista de subdivisões de Duque de Caxias (Rio de Janeiro)
Este anexo é uma lista de subdivisões do município de Duque de Caxias (Rio de Janeiro).  Administrativamente, está dividido em  quatro distritos.   Obs. Alguns Antigos bairros e Distritos já existiam e foram incorporadas a  Duque de Caxias  quando a mesma se emancipou de Nova Iguaçu
| Duque de Caxias |                               |
| Imagens | Distritos                     |
| Imagens | Bairros oficiais              |
| | 1º Distrito (Duque de Caxias) |
| Bar dos Cavaleiros • Prainha • Carolina • Centro • Corte Oito • Doutor Laureano • Engenho do Porto • Favela do Lixão • Gramacho • Jardim Gramacho • Jardim Leal • Jardim Olavo Bilac • Jardim 25 de Agosto • Lagunas e Dourados • Parque Beira Mar • Parque Centenário • Parque Duque • Parque Felicidade • Parque Lafaiete • Parque Paulicéia • Periquitos • Sarapuí • Vila Guanabara • Vila Itamarati • Vila Meriti • Vila Sarapui • Vila São Luiz • Vila São Sebastião |                               |
| | 2º Distrito (Campos Elíseos)  |
| Cangulo • Chácaras Arcampo • Chácaras Rio-Petrópolis • Campos Elíseos • Cidade dos Meninos • Figueira • Graças • Jardim das Oliveiras • Jardim Glória • Jardim Primavera • Jardim Porangaba • Jardim Vila Nova • Jardim Vista Alegre • Jurema • Lote XV • Nossa Senhora do Carmo • Novo São Bento • Pantanal • Pilar • Parque Alvorada • Parque Eldorado • Parque Fluminense • Parque Muisa • Parque Nova Esperança • Parque Samirópolis • Reta do Bicão • São Bento • Santo Antônio • Saracuruna • Silva Cardoso • Vila Maria Helena • Vila São José • Vila Urussaí • Vila São Judas Tadeu |                               |
| | 3º Distrito (Imbariê)         |
| Barro Branco • Imbariê • Jardim Barro Branco • Jardim Imbariê • Jardim Anhangá • Jardim Rotsen • Nova Campinas • Parada Angélica • Parada Morabi • Parque Equitativa • Parque Paulista • Santa Cruz da Serra • Santa Lúcia • Taquara • Vila Sapê • Vila Ema • Vila Bernadete • Vila Cocota • Vila Capixaba |                               |
| | 4º Distrito (Xerém)           |
| Santo Antônio da Serra • Xerém • Parque Capivari • Jardim Olimpo • Jardim Santa Helena • Nossa Senhora das Graças • Vila Santa Alice • Vila Bonança • Amapá • Mantiquira • Barreiro • Carreteiro • Lamarão • Cantão • Aviário • Santo Izidro • Chapéu do Sol • Pocilga • Santa Rosa • Vila Sase • Bambu Amarelo • São Lourenço ▪Oscar Vidal ▪ Taboleiro •Parque Patricia • Fazenda Piranema • Igreja Velha • Pedreira • Bairro de Fatima •Tia Anastácia • Garrão • Km 51 • Vila Canaan |                               |

## Comunidades
Vila ideal, Lixão, Dick, Jardim Botânico, Alzira Ramos, Barro Vermelho, Corte 8, Mangueirinha, Morro do Sapo, Santuário, Ana Clara, Beira - Mar, Prainha, Favelinha, Favelinha do Bilac, São Pedro, Guacha, Vila sapê, Rodrigues Alves, Santa Lúcia, Parada Angélica, 2 Irmãos, Coreia, São Bento, Selvinha, Conjuntão,Rua 1, Celta, Cova do Boi, Rua 7, Morro dos Cabritos

## ligações externas
- mapa dos bairros de caxias
- mapa de bairros com densidade populacional